# Evliya Çelebi
Evliya Çelebi, född 1611, död 1682, var en känd resenär och författare som levde i det osmanska riket. Han skrev det enorma verket Seyahatname ("Resebok"), en geografisk och kulturhistorisk beskrivning av de flesta delarna av det osmanska riket och angränsande länder. Verket är en enastående källa till vår kunskap om vardagslivet i det osmanska riket på 1600-talet.
Evliya Çelebi omnämns i romanen Den vita borgen av Orhan Pamuk.

## Fotnoter
1. 1 2  SNAC, SNAC Ark-ID: w6z12vqc, läs online, läst: 9 oktober 2017.[källa från Wikidata]
2. 1 2  Babelio, Babelio författar-ID: 173831.[källa från Wikidata]
3. ↑  Proleksis enciklopedija, Proleksis lexikon ämne: 20247.[källa från Wikidata]
4. ↑  CONOR.BG, CONOR.BG-ID: 32317285.[källa från Wikidata]